# Liste der Naturdenkmale in Illerkirchberg
| Naturdenkmale | Anzahl |
| ------------- | ------ |
| FND           | 0      |
| END           | 12     |
| Gesamt        | 12     |

Die Liste der Naturdenkmale in Illerkirchberg nennt die verordneten Naturdenkmale (ND) der im baden-württembergischen Alb-Donau-Kreis liegenden Gemeinde Illerkirchberg. In Illerkirchberg gibt es insgesamt zwölf als Naturdenkmal geschützte Objekte, keines ist ein flächenhaftes Naturdenkmal (FND), alle sind Einzelgebilde-Naturdenkmale (END).
Stand: 31. Oktober 2016.

## Einzelgebilde (END)
| Name                     | Bild | Kennung     | Einzelheiten   | Position | Fläche Hektar | Datum         |
| ------------------------ | ---- | ----------- | -------------- | -------- | ------------- | ------------- |
| Kastanienallee           | BW   | 84251370010 | Illerkirchberg | ⊙        | 0,0           | 13. März 2000 |
| 1 Rosskastanie           | BW   | 84251370006 | Illerkirchberg | ⊙        | 0,0           | 13. März 2000 |
| 1 Stieleiche             | BW   | 84251370001 | Illerkirchberg | ⊙        | 0,0           | 13. März 2000 |
| 1 Stieleiche             | BW   | 84251370002 | Illerkirchberg | ⊙        | 0,0           | 13. März 2000 |
| 1 Stieleiche             | BW   | 84251370003 | Illerkirchberg | ⊙        | 0,0           | 13. März 2000 |
| 1 Stieleiche             | BW   | 84251370005 | Illerkirchberg | ⊙        | 0,0           | 13. März 2000 |
| 1 Stieleiche             | BW   | 84251370012 | Illerkirchberg | ⊙        | 0,0           | 13. März 2000 |
| 1 Traubeneiche           | BW   | 84251370011 | Illerkirchberg | ⊙        | 0,0           | 13. März 2000 |
| 1 Winterlinde            | BW   | 84251370004 | Illerkirchberg | ⊙        | 0,0           | 13. März 2000 |
| 1 Winterlinde            | BW   | 84251370008 | Illerkirchberg | ⊙        | 0,0           | 13. März 2000 |
| 1 Winterlinde            | BW   | 84251370009 | Illerkirchberg | ⊙        | 0,0           | 13. März 2000 |
| 2 Winterlinden           | BW   | 84251370007 | Illerkirchberg | ⊙        | 0,0           | 13. März 2000 |
| Legende für Naturdenkmal |      |             |                |          |               |               |